# Leo Ornstein
Leo Ornstein (Krementsjoek, ca. 11 december 1895 – Green Bay (Wisconsin), 24 februari 2002) was een Amerikaans componist en pianist van Oekraïense afkomst. Hij is vooral bekend geworden vanwege zijn experimentele muziek en de controverse daarrond.

## Biografie
Leo Ornstein werd op 11 december 1895 geboren in de plaats Krementsjoek, die tegenwoordig in Oekraïne ligt. Ornstein groeide op in een Joods gezin, waar muziek een grote rol speelde. Zijn vader was een cantor in een synagoge en zijn oom was violist. Ornstein begon vroeg met piano spelen, waarvoor hij een groot talent had. Hij werd ontdekt door de pianist Józef Hofmann, die in 1902 een bezoek bracht aan Krementsjoek en de toen 6-jarige Ornstein hoorde spelen. Hoffman raadde Ornstein toen aan om te gaan studeren op het conservatorium van Sint-Petersburg. In 1904 verhuisde Ornstein naar Sint-Petersburg en werd hij toegelaten op het conservatorium. Hij kreeg daar onder andere les van de componist Aleksandr Glazoenov.

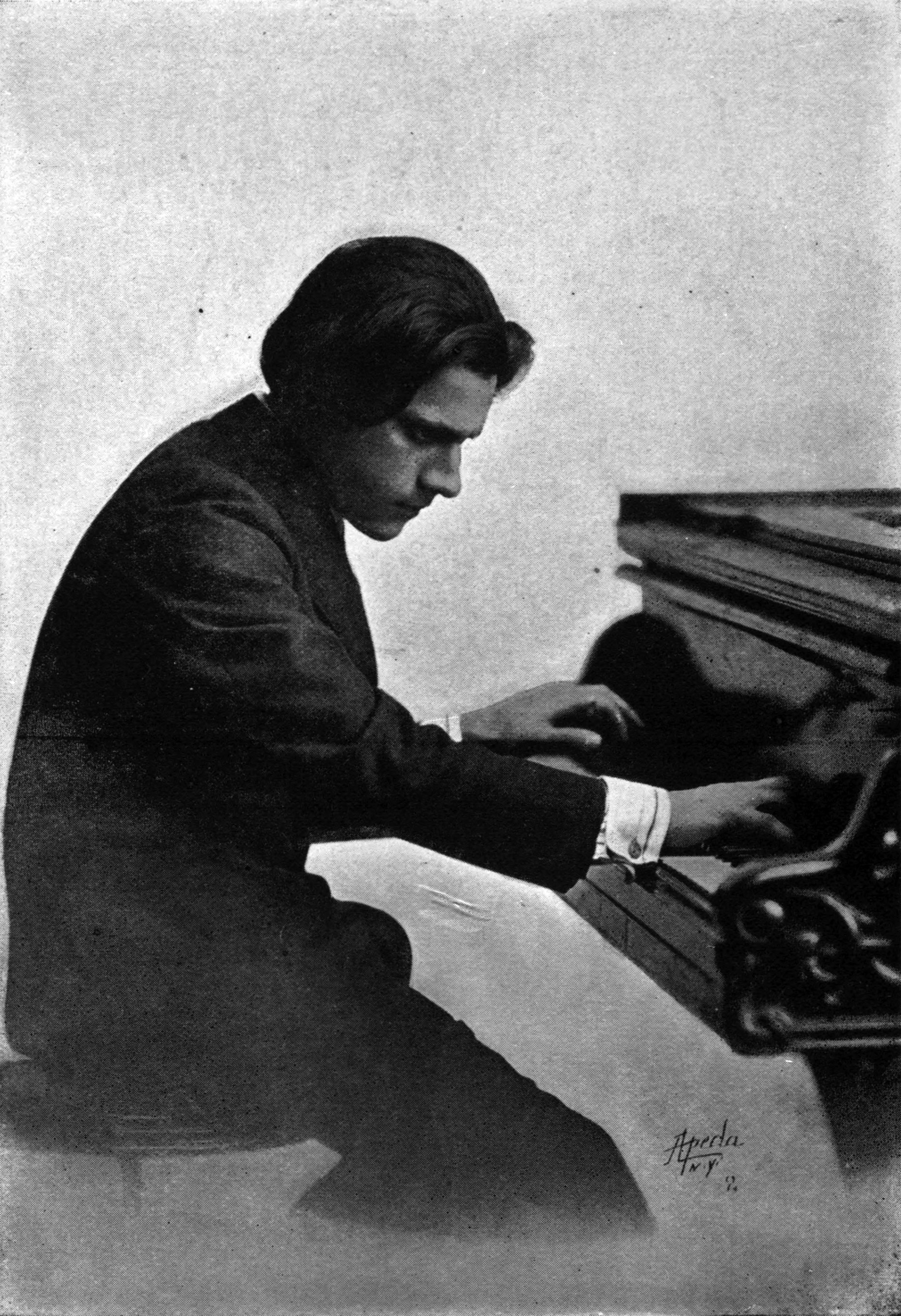
Leo Ornstein op 19-jarige leeftijd.

In 1906 emigreerden Ornstein en zijn familie naar de Verenigde Staten om aan de pogroms in Rusland te ontkomen, en hij vestigde zich in de stad New York. Hij ging studeren aan het Institute of Music and Art (tegenwoordig de Juilliard School) en kreeg les van de Noorse componiste en pianiste Bertha Tapper. In 1911 trad hij voor het eerst op met stukken van onder andere Bach en Chopin. In 1914 speelde hij concerten in Londen en in 1915 weer in New York. In 1922 stopte hij met optreden en besloot toen lessen te gaan geven op zijn opgerichte Ornstein School of Music, die hij samen met zijn vrouw leidde. In 1953 werd de school gesloten en ging Ornstein met pensioen.
In de jaren daarna liet Ornstein niets van zich horen in de publiciteit. Zijn werk en hijzelf raakten toen in de vergetelheid. Hij ging wel door met het componeren van nieuwe stukken. In de jaren zeventig kwam hij weer onder de aandacht, nadat Vivian Perlis zijn werk herontdekt had. Op 23 september 1990 voltooide Ornstein zijn laatste werk op 94-jarige leeftijd.
Op 24 februari 2002 stierf Leo Ornstein aan de gevolgen van ouderdom. Hij werd 106 jaar oud.

## Kritiek en lof

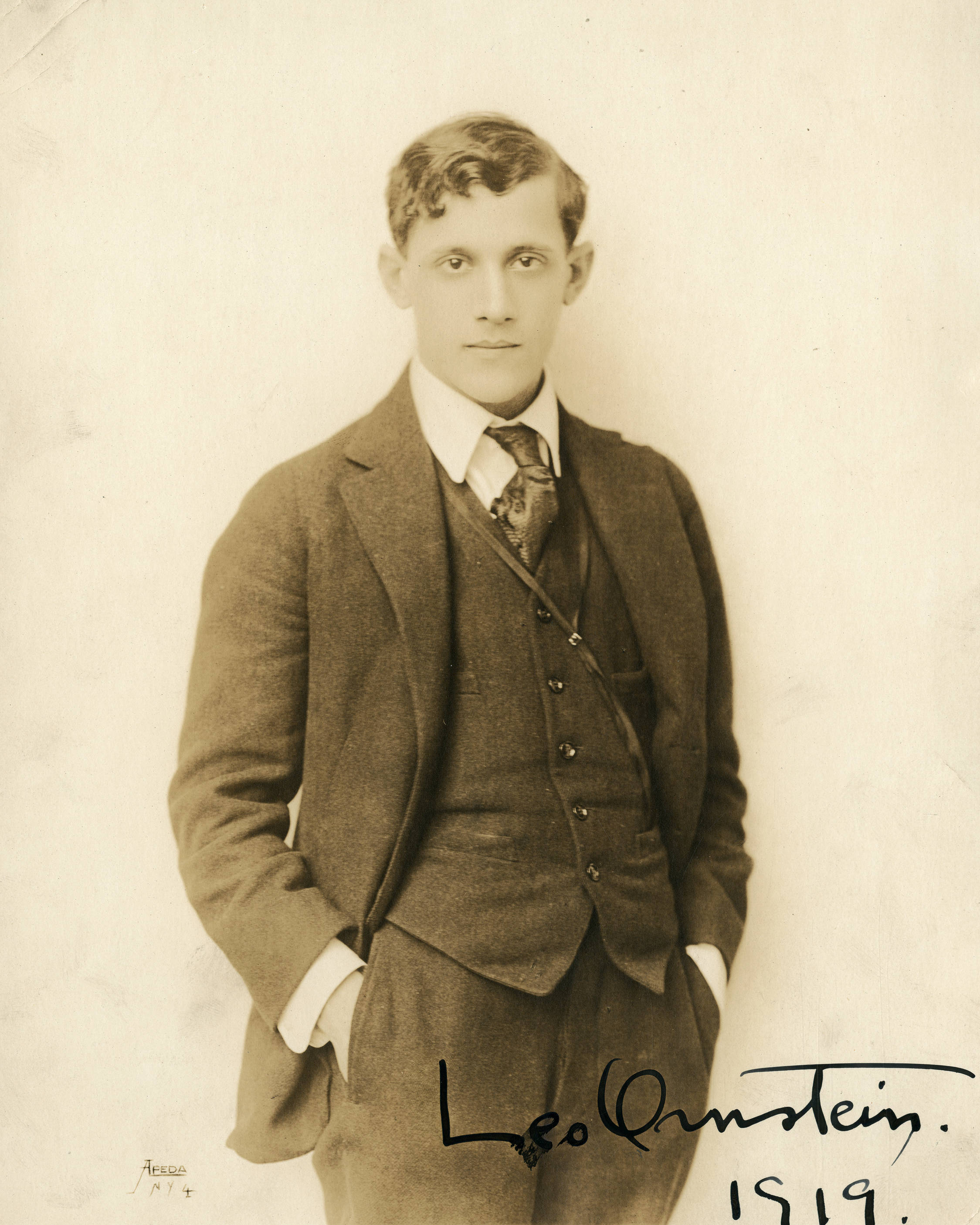
Leo Ornstein op 24-jarige leeftijd.

Ornstein veroorzaakte in het begin van zijn loopbaan veel ophef. Toen hij tijdens een concert in Londen naast klassieke stukken ook moderne stukken ging spelen, zorgde hij voor veel opschudding bij het publiek. Veel kranten waren ook niet te spreken over het concert. Een krant schreef zelfs in een recensie: “We hebben nog nooit geleden onder zulke ondraaglijke afschuwelijkheid, uitgedrukt in termen van zogenaamde muziek.”
De reacties op zijn vervolgconcert waren nog heftiger. Bij dat concert reageerde het publiek zo verontwaardigd dat het bijna kwam tot een rel. Tijdens het optreden floten sommige mensen naar Ornstein en anderen begonnen heel hard te huilen. Er waren zelfs bezoekers die spullen naar het podium gooiden. Onrstein zou later hebben gezegd dat het publiek zo verontwaardigd reageerde  dat hij zijn piano niet meer kon horen.
Naast de vele kritiek waren er ook critici positief over Ornstein. Zo schreef de krant Baltimore Evening Sun dat Ornstein “een onverzettelijke pianist is, die de hele muziekwereld bij de oren heeft gegrepen en die waarschijnlijk de meest besproken figuur op het concertpodium is.” Het blad The Musical Quarterly zei over Ornstein dat hij “het meest opvallende muzikale fenomeen van onze tijd” is. Componist Ernest Bloch zei ooit dat Ornstein “de enige componist in Amerika is, die positieve tekenen van genialiteit vertoont.”

## Privé
Leo Ornstein trouwde met Pauline Cosio Mallet-Prèvost (1892 – 1985). Zij kregen samen twee kinderen.

## Werk

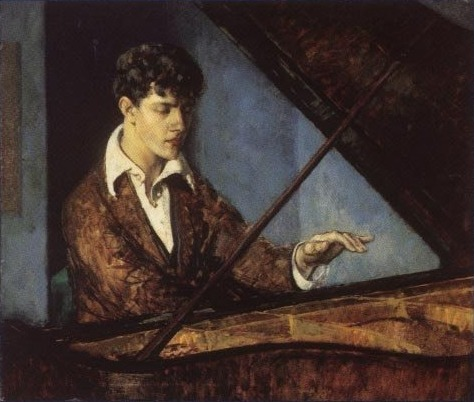
Leo Ornstein speelt piano, schilderij door Leon Kroll.

Hier volgt een kort overzicht van Ornsteins bekende werken:
- Wild Men's Dance (ca. 1913 – 14)
- Three Moods (ca. 1914)
- Poems of 1917 (10) (1917)
- A la Chinoise (pre-1918)
- Suicide in an Airplane (ca. 1918–19)
- Impressions of the Thames (1920)
- Arabesques (9) (1921)
- Piano Sonata No. 4 (1924)
- Piano Sonata No. 5, "Biography" (1974)
- Piano Sonata No. 6 (1981)
- Piano Sonata No. 7 (1988)
- Piano Sonata No. 8 (1990)

## Trivia
- Er wordt veel gespeculeerd over de geboortedatum van Ornstein. Er zijn verschillende bronnen die melden dat Ornstein in 1892, 1893 of in 1895 geboren zou zijn. Officiële documenten uit 1917, 1920 en 1942 wekken echter de suggestie op dat Ornstein geboren werd op 11 december 1895.
- Omdat Ornstein op 92-jarige leeftijd zijn Zevende Pianosonate voltooide, werd hij uitgeroepen tot de oudste nog levende componist. Later verloor hij het record, nadat Elliott Carter zijn record verbrak.
- Op 14 oktober 2022 werd in zijn geboorteplaats Krementsjoek de Popova-straat omgedoopt tot Lev Ornshteyn-straat.